# Eressa furva
Eressa furva är en fjärilsart som beskrevs av George Francis Hampson. Eressa furva ingår i släktet Eressa och familjen björnspinnare. Inga underarter finns listade i Catalogue of Life.